# Инженерно-технологическая академия ЮФУ
Инженерно-технологическая академия ЮФУ — высшее учебное заведение в Таганроге, структурное подразделение Южного федерального университета, созданное в 2013 году путём последовательных реорганизаций Таганрогского кампуса ЮФУ (2012—2013), Таганрогского технологического института (2007—2012), Таганрогского государственного радиотехнического университета (1993—2007), Таганрогского радиотехнического института (1951—1993).

## История

### История переименований и реорганизаций
- с 1951 по 1993 год — Таганрогский радиотехнический институт. С 1974 года имени В. Д. Калмыкова
- с 1993 по 2006 год — Таганрогский государственный радиотехнический университет им. В. Д. Калмыкова
- с 2007 по 2012 год — Таганрогский технологический институт Южного федерального университета
- с 2012 по 2013 год — Таганрогский кампус Южного федерального университета[1][2][3][4]
- с 2013 года по наст. время — Инженерно-технологическая академия Южного федерального университета[5]

### Предпосылки создания ТРТИ
В 1951 году директор таганрогского оборонного радиозавода «Прибой» Геннадий Чернов, осознав, что главной проблемой завода является острый дефицит кадров, обратился с соответствующей просьбой в Москву. Письмо Чернова попало к Л. П. Берии, который курировал в стране данную промышленную отрасль. Не прошло и месяца, как в Таганрог прибыла комиссия ЦК КПСС с целью изучения ситуации на предприятии. Комиссия ЦК существенно помогла заводу «Прибой» с его текущими проблемами, а к концу года было подготовлено правительственное решение о создании ТРТИ.
Решение о создании Таганрогского радиотехнического института было принято в 1951 году Постановлением Совета Министров Союза ССР № 5389-2346 от 28 декабря 1951 года за подписью его председателя Иосифа Сталина, в котором предписывалось: «Создать в 1952 году в г. Таганроге радиотехнический институт по подготовке инженеров по радиотехническим, радиолокационным и электровакуумным специальностям для радиолокационной и электровакуумной промышленности со сроком обучения 5 лет, обеспечив в 1952/53 учебном году приём в этот институт 400 студентов. Довести к 1955 г. контингент студентов Таганрогского радиотехнического института до 2000 человек». Тогда же, Постановлением Совета Министров СССР от 28 декабря 1951 года, был создан Рязанский радиотехнический институт, а чуть позже, в 1964 году — Минский радиотехнический институт.
Назначенный первым директором ТРТИ «ростовчанин» К. Я. Шапошников в 1952 году предпринял энергичную попытку перенести строительство института из Таганрога в Ростов-на-Дону, и под него в Ростове даже была отведена архитектурно-планировочной комиссией площадка, ныне территория Дворца спорта. Но, к радости таганрожцев, инициатива Шапошникова не нашла поддержки в высших кругах руководства страны, никто не осмелился беспокоить Сталина вопросом об изменении решения, закреплённого Постановлением Совета Министров.
Спустя ровно 60 лет институт в Таганроге был упразднён как самостоятельное образовательное учреждение, а его факультеты были под названием «Таганрогский кампус ЮФУ» напрямую переподчинены Южному федеральному университету. Данное решение вызвало недовольство студентов и преподавательского состава, и этот вопрос в мае 2013 года был даже доведён до внимания Президента РФ В. В. Путина. И уже 10 июня 2013 года приказом ректора ЮФУ М. А. Боровской Таганрогский кампус был реорганизован в Инженерно-технологическую академию Южного федерального университета.

### История ТРТИ
31 августа 1952 года состоялось официальное открытие ТРТИ. 1 сентября 1952 года начались занятия, которые проводили 43 преподавателя для 544 студентов 1 и 2 курсов. К 23 октября 1952 года были созданы лаборатории теоретических основ радиотехники, электрических машин, электроизмерений, механических счётных машин и деталей точной механики, автоматики и телемеханики.
На 1954 год в составе Таганрогского радиотехнического института существовало три факультета:
- Радиотехнический факультет
- Электровакуумный факультет
- Приборостроительный факультет

Защита дипломных проектов первого выпуска состоялась с 21 по 30 июня 1956 года. Первым выпускникам присвоена квалификация: инженер-электрик — 42 человека, радиоинженер — 38 человек, инженер-электрик (электровакуумщик) — 19 человек.
27 октября 1956 года вышел первый номер многотиражной газеты «Радиосигнал». Решение о выпуске многотиражной газеты в Таганрогском радиотехническом институте принималось в ЦК КПСС.
23 ноября 1956 года Приказом № 904 по Министерству высшего образования СССР была утверждена новая структура Таганрогского радиотехнического института:
- Радиотехнический факультет (3 специальности)
- Факультет радиотехнической электроники (1 специальность)
- Электроприборостроительный факультет (2 специальности)
- Вечерний факультет (3 специальности)
- 28 кафедр

10 февраля 1958 года Министерство высшего и среднего специального образования поручило Таганрогскому радиотехническому институту организовать приём и регистрацию сигналов американского спутника Земли.
31 августа 1958 года в ТРТИ был организован заочный факультет.
29 августа 1959 года организована военно-морская кафедра.
23 июня 1960 года создан институтский вычислительный центр.
В 1961 году была утверждена новая структура ТРТИ:
- Радиотехнический факультет
- Факультет автоматики и вычислительной техники
- Факультет радиотехнической электроники
- Вечерний факультет
- Заочный факультет
- 22 кафедры

16 мая 1962 года Таганрогский радиотехнический институт утверждён Министерством высшего и средне-специального образования как головной институт по проблеме «Создание микрорадиоэлектронной аппаратуры высокой надёжности и автоматизации её производства».
19 ноября 1962 года во исполнение Постановления Совета Министров СССР от 15.05.1962 «О товарных знаках» на продукцию, выпускаемую мастерскими ТРТИ, установлен товарный знак «Изготовлено в ТРТИ».
23 апреля 1974 года Постановлением Совета министров РСФСР Таганрогскому радиотехническому институту было присвоено имя известного государственного деятеля, министра радиопромышленности СССР В. Д. Калмыкова.
11 ноября 1983 года сдано в эксплуатацию здание НИИ ОМВС (НИИ однородных микроэлектронных вычислительных структур).
7 ноября 1985 года профессору кафедры электрогидроакустики и медицинской техники В. И. Тимошенко присуждена Государственная премия СССР за фундаментальные достижения в области нелинейной акустики.
В ноябре 1988 года при ТРТИ для школьников города был открыт специализированный класс, положивший начало Таганрогскому муниципальному общеобразовательному лицею при ТРТИ (ТМОЛ).
В июне 1990 года приказом Министерства высшего и среднего специального образования РСФСР от 12.06.1990 года № 181 и приказа ТРТИ от 22.06.1990 года № 225 на основе экспериментально-опытного завода «Кремний» при ТРТИ была создана Опытно-производственная база ТРТИ (теперь ОПБ ЮФУ, подчиняющаяся НТЦ «Техноцентр» ЮФУ). ОПБ специализируется на разработке, адаптации конструкторской документации заказчиков под выпуск мелкосерийного производства радиоэлектронной продукции промышленного и специального применения, изготовление мелкосерийных образцов изделий.
На 1992 год Таганрогским радиотехническим институтом выпущено 30500 специалистов.
27 апреля 1993 года приказом № 125 ректора ТРТИ на основании приказа Комитета по высшей школе от 17.02.93 г. № 94 был создан Научно-технический центр «Техноцентр» (ныне НТЦ «Техноцентр» ЮФУ), для более эффективного внедрения в народное хозяйство новых разработок ТРТИ в области аппаратно-программных комплексов и радиоэлектронной аппаратуры, а также проведения рекламных и маркетинговых мероприятий.
22 ноября 1993 года Приказом Госкомитета РФ по высшему образованию № 364 Таганрогский радиотехнический институт переименован в Таганрогский государственный радиотехнический университет (ТРТУ).
13 января 1994 года Госкомвузом РФ утверждён Устав ТРТУ. Утверждена эмблема ТРТУ в виде стилизованного изображения скифского лосёнка, найденного в 1968 году во время земляных работ при строительстве корпуса «Д» (автор концепции А. В. Кисляков).
ВУЗ состоит из отдельных корпусов: «А», «Б», «В», «Г», «Д», «Е», «И», «К», а также из нескольких НИИ и НКБ.
В 1996 году создана университетская арт-галерея «Piter», неофициально существовавшая усилиями профессора В. И. Тимошенко при кафедре гидроакустики ТРТИ с середины 1980-х годов.

## В составеЮжного федерального университета
После ряда преобразований в декабре 2006 года в соответствии с Распоряжением Правительства РФ от 23.11.2006 и приказом Федерального агентства по образованию от 04.12.2006 был включён в состав Южного федерального университета под названием «Таганрогский технологический институт ЮФУ».
С 1 января 2007 года вошёл в состав Южного федерального университета (Ростов-на-Дону) под названием Таганрогский технологический институт. Ректором ЮФУ 5 декабря 2006 года назначен ректор ТРТУ В. Г. Захаревич.
В 2007 году поднимался вопрос о присоединении к Южному федеральному университету наряду с Таганрогским радиотехническим университетом (ТРТУ) и Таганрогского педагогического института, но ТГПИ удалось отстоять свою независимость.
В 2012 году Таганрогский технологический институт ЮФУ был в очередной раз переформирован и, как таковой, институт де-юре перестал существовать. Входившие в ТТИ ЮФУ факультеты были подчинены напрямую ЮФУ под названием «Таганрогский кампус Южного федерального университета». С 1 сентября 2012 года последнему ректору всё ещё относительно самостоятельного ТТИ ЮФУ Александру Сухинову не продлили договор и институт превратился в «просто» факультеты ростовского Южного федерального университета.
Информация о преобразовании Таганрогского технологического института в кампус ЮФУ не афишировалась и впервые появилась в СМИ в октябре 2012 года в выступлении нового ректора ЮФУ Марины Боровской перед студентами и преподавателями ТТИ.
Преобразование института в кампус свелось к лишению Таганрогского технологического института юридического статуса самостоятельного института и переподчинению факультетов и научных подразделений ТТИ непосредственно Южному федеральному университету.
Решение вызвало вполне ожидаемое недовольство студентов и преподавательского состава ТТИ.
Этот вопрос 22 мая 2013 года был доведён до внимания Президента РФ В. В. Путина во время встречи в Сочи с преподавателями и студентами Южного федерального университета. Вопрос был поднят заведующим базовой кафедрой Южного научного центра РАН Игорем Каляевым. Президент РФ признал, что эта идея «в известной степени является привлекательной». И уже 10 июня 2013 года приказом ректора ЮФУ М. А. Боровской Таганрогский кампус был реорганизован в Инженерно-технологическую академию Южного федерального университета. Поразительно, что и на этот раз данное событие не стало достоянием СМИ. Первая публикация о свершившемся преобразовании появилась в СМИ лишь 24 июня 2013 года. Позднее стало известно о появлении в структуре ЮФУ ещё четырёх академий.
Впервые широкой общественности вопрос о создании Инженерно-технологической академии ЮФУ был представлен на ректорском совещании ЮФУ членом-корреспондентом РАН Игорем Каляевым. По его словам, будущая академия должна будет объединить несколько факультетов, готовящих специалистов инженерных специальностей.
Набор на инженерные и технические специальности в Инженерно-технологическую академию ЮФУ на 2013/2014 учебный год остался на прежнем уровне.
В октябре 2013 года сотрудниками ИТА было направлено открытое письмо в адрес президента РФ, полпреда в Южном Федеральном округе и губернатора Ростовской области, в котором они выразили своё несогласие с действиями руководства ЮФУ в отношении бывшего радиоинститута. В вину ректору М. А. Боровской было поставлено: массовые увольнения ценных кадров, недобор на бюджет по итогам приёмной кампании и в целом непонятная сотрудникам политика, которая, по их мнению, ведёт к уничтожению знаменитого учебного заведения. Представители общественности таганрогского института в своём обращении резюмировали: "В результате всех изложенных фактов, в вузе на данный момент сложилась тяжёлая моральная обстановка, грозящая перерасти в самое ближайшее время в активное массовое противодействие проводимым ректором «реформам» — под лозунгом «За выход ТТИ из состава ЮФУ».
В связи с проводимыми реформами структур факультетов и сокращением ряда кафедр в конце октября 2013 года студентами был проведён протестный пикет. Особое возмущение студентов вызвала планирующаяся реорганизация Факультета автоматики и вычислительной техники, одного из старейших факультетов, чьи выпускники сейчас работают в руководстве таких гигантов как Google и Microsoft.

### Разделение Академии на институты
В декабре 2013 года путём реорганизации Факультета управления в экономических и социальных системах и Факультета естественнонаучного и гуманитарного образования Инженерно-технологической академии был создан Институт управления в экономических, экологических и социальных системах (ИУЭЭСС ИТА ЮФУ).
На ноябрь 2014 года на базе Инженерно-технологической академии ЮФУ существовало уже четыре института. Среди них — Институт нанотехнологий, электроники и приборостроения ЮФУ (ИНЭП ЮФУ), Институт радиотехнических систем и управления ЮФУ (ИРТСУ ЮФУ) и Институт компьютерных технологий и информационной безопасности ЮФУ (ИКТиИБ ЮФУ).

## Факультеты ТРТУ (до 2013 г.)
- Радиотехнический факультет (РТФ)
- Факультет автоматики и вычислительной техники (ФАВТ)
- Факультет электроники и приборостроения (ФЭП)
- Факультет управления в экономических и социальных системах (ФУЭС)
- Факультет информационной безопасности (ФИБ)
- Факультет безотрывных форм обучения (ФБФО)
- Факультет естественно-научного и гуманитарного образования (ЕГФ)
- Центр довузовской подготовки (ЦДП)
- Военно-морская кафедра (ВМК)

## Институты ИТА ЮФУ
- Институт радиотехнических систем и управления ЮФУ (ИРТСУ ЮФУ)
- Институт компьютерных технологий и информационной безопасности ЮФУ (ИКТиИБ ЮФУ)
- Институт нанотехнологий, электроники и приборостроения ЮФУ (ИНЭП ЮФУ)
- Институт управления в экономических, экологических и социальных системах (ИУЭЭСС ЮФУ)

## Подразделения
- НИИ многопроцессорных вычислительных систем им А. В. Каляева (НИИ МВС)
- http://mius.tti.sfedu.ru НКБ МИУС
- НКБ ЦОС
- ОКБ РИТМ
- НТЦ «Техноцентр» ЮФУ

## Учебные и лабораторные корпуса ТРТИ
- Корпус «А» ТРТИ — ул. Чехова, 22. Построен в 1916 году (Алексеевская женская гимназия), арх. А. М. Гинзбург.
- Корпус «Б» ТРТИ — ул. Чехова, 22 «Б».
- Корпус «В» ТРТИ — ул. Петровская, 81.
- Корпус «Г» ТРТИ — ул. Энгельса, 1. Построен с 1952 по 1958 год, арх. П. В. Бондаренко[34](ГИПРОВУЗ[35]).
- Корпус «Д» ТРТИ — пер. Некрасовский, 44.
- Корпус «Е» ТРТИ — ул. Шевченко, 2
- Корпус «И» ТРТИ — ул. Чехова, 2
- Корпус «К» ТРТИ — ул. Греческая, 1

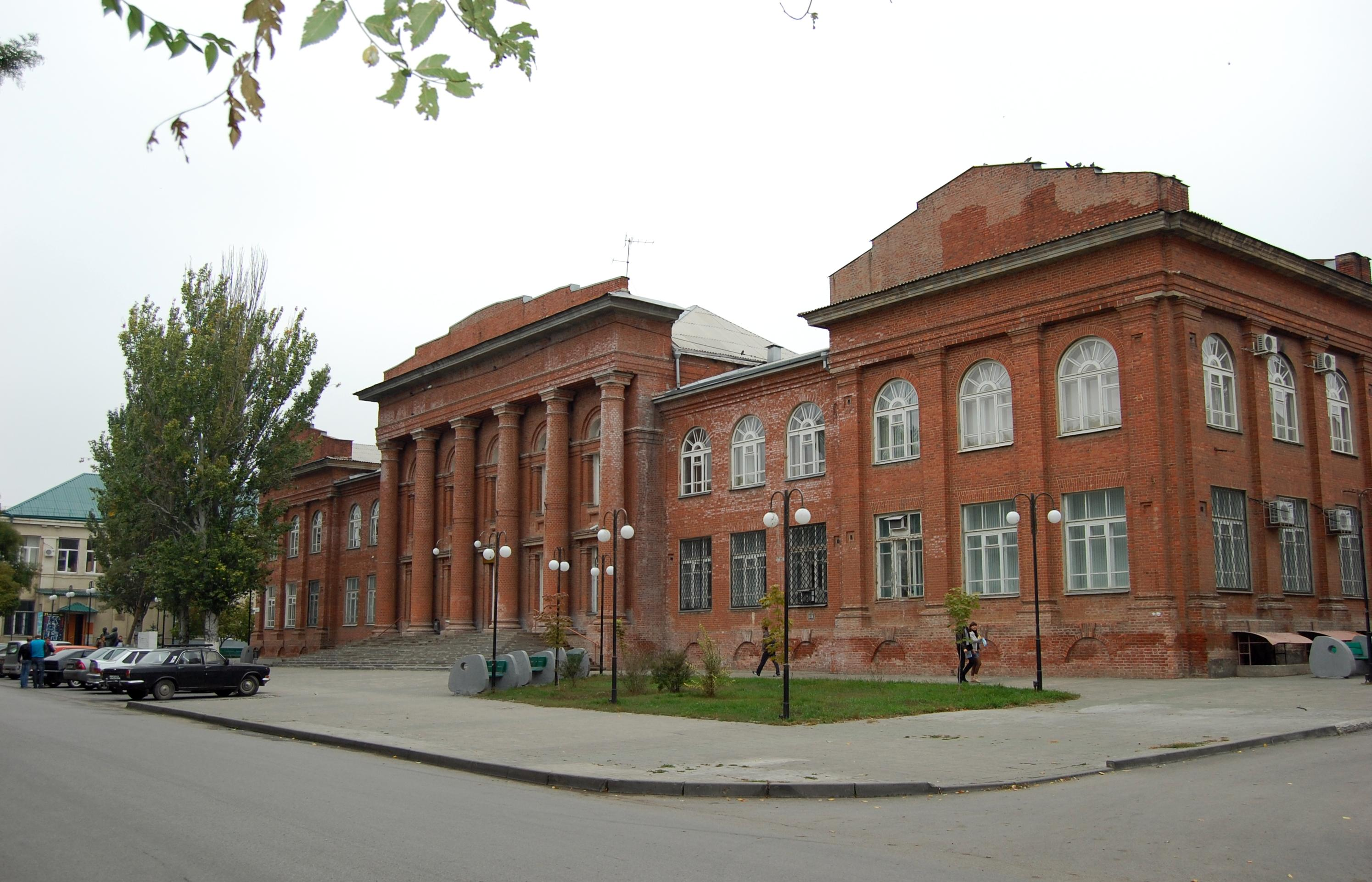
Корпус «А», 2011 г.
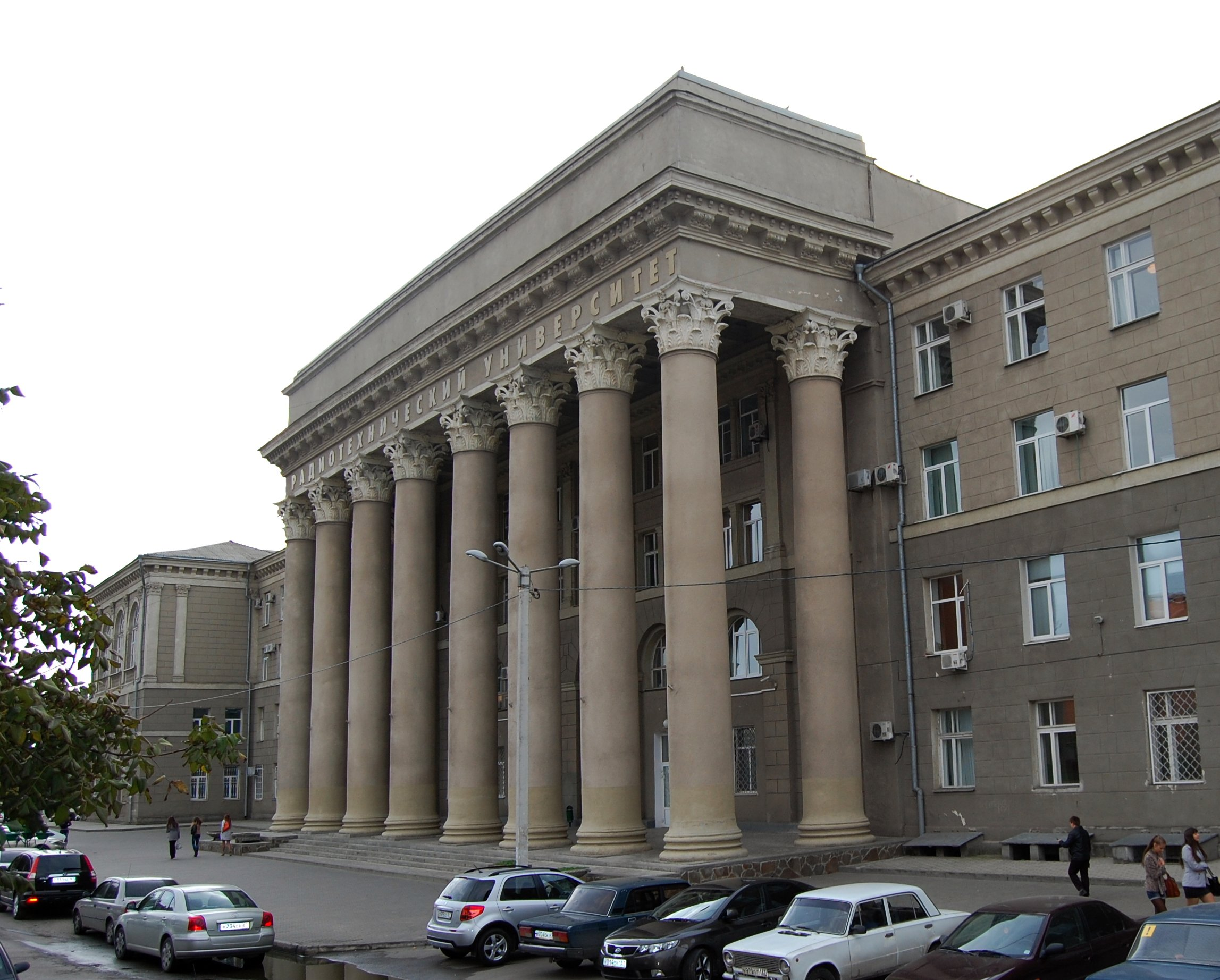
Корпус «Г», 2012 г.
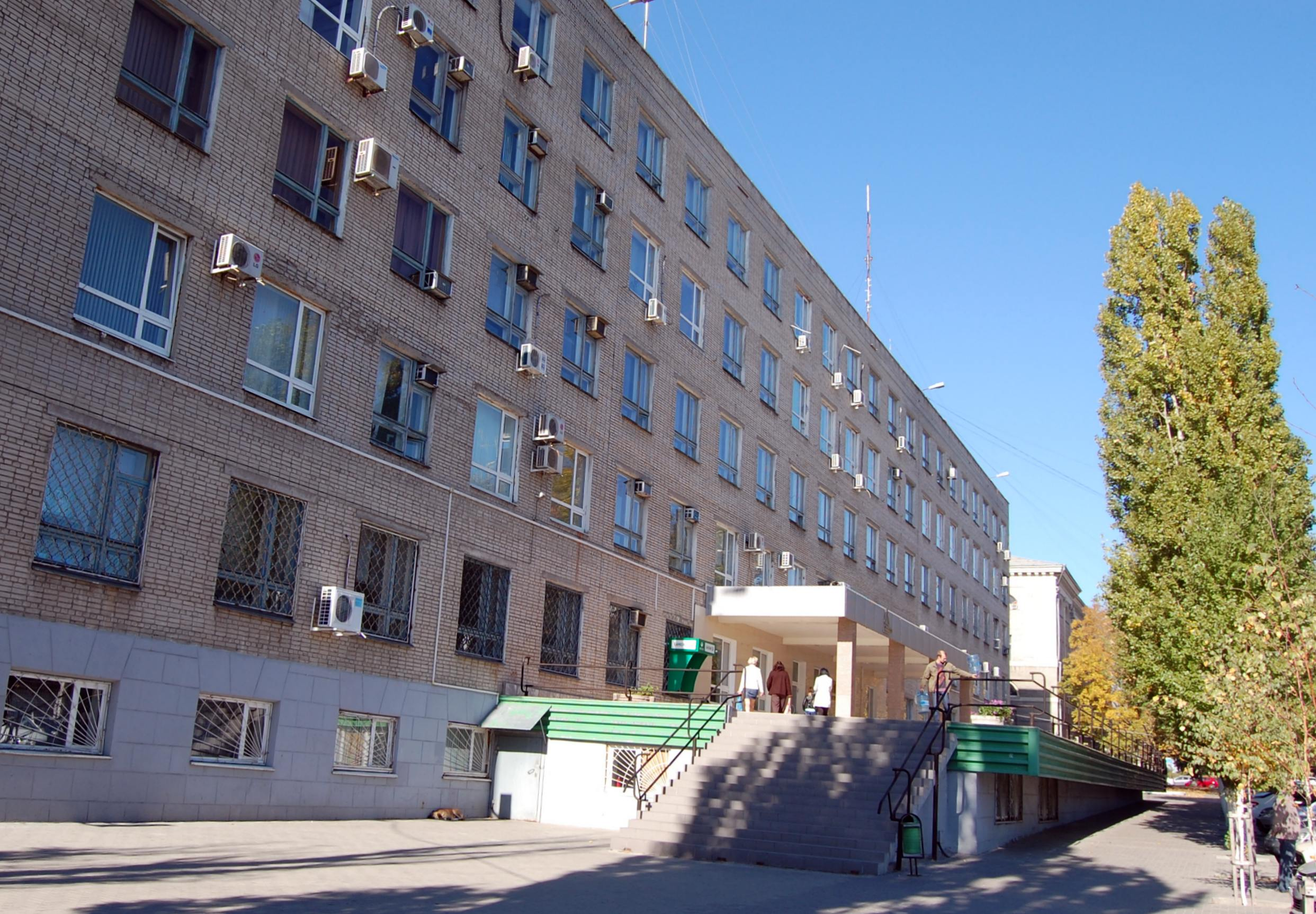
Корпус «Д», 2012 г.

## Студенческий городок ТРТИ
- Общежитие ТРТИ № 1 — Октябрьская пл., 5. Начало строительства 1952, сдано в экспл. в 1954 году.
- Общежитие ТРТИ № 2 — пер. Добролюбовский, 15. Сдано в экспл. в 1956 году.
- Общежитие ТРТИ № 3 — ул. Александровская, 30. Сдано в экспл. в 1965 году.
- Общежитие ТРТИ № 4 — пер. Некрасовский, 19. Сдано в экспл. в 1972 году[36].
- Общежитие ТРТИ № 5 — ул. Чехова, 22. Сдано в экспл. в 1953 году.
- Общежитие ТРТИ № 6 — ул. Петровская, 17/1. Сдано в экспл. в 1999 году.
- Общежитие ТРТИ № 7 — пер. Тургеневский, 44а. Сдано в экспл. в 1979 году, отремонтировано в 2009 году.

## Численность студентов ТРТИ/ТРТУ
| Год                   | 1952 | 1955 | 1957 | 1959 | 1962 | 1964 | 1970 | 1980 | 1990 | 1992 | 1997 | 2006 |
| Тенденция             | ▲    | ▲    | ▲    | ▼    | ▲    | ▲    | ▲    | ▲    | ▲    | ▲    | ▲    | ▲    |
| Численность студентов | 544  | 2000 | 2682 | 2260 | 3940 | 6063 | ???? | ???? | ???? | 6350 | 7600 | ???? |
| Численность ППС       | 43   | ???  | 189  | 185  | 224  | 296  | ???? | ???? | ???? | 600  | 830  | ???? |

## Количество бюджетных мест на очном отделении
- 2014/2015 — 839[37]

## Ректоры ТРТИ / ТРТУ
- с 1990 по 2006 — В. Г. Захаревич
- с 1986 по 1990 — Н. Г. Малышев
- с 1968 по 1986 — А. В. Каляев
- с 1964 по 1968 — В. М. Алёхин
- с 1957 по 1964 — В. И. Богданов
- с 1952 по 1957 — К. Я. Шапошников (директор)

## Политехнический музей
12 сентября 2002 года, в День празднования 50-летия ТРТИ, в корпусе «Б» был торжественно открыт Политехнический музей Таганрогского радиотехнического университета. Таганрогский Политехнический музей одним из первых был приглашён в Ассоциацию научно-технических музеев страны Российского комитета ICOM, а его создатель и директор Олег Набоков был избран в состав руководства этой организации.

## Галерея «Piter»
Официальный статус университетской галереи был получен галереей «Piter» в 1995 году усилиями профессора В. И. Тимошенко. Неофициально галерея существовала при кафедре гидроакустики ТРТИ с середины 1980-х годов. Ежемесячно в галерее «Piter» проводятся выставки, концерты, выступления артистов, экспонируются частные коллекции. Расположена галерея «Piter» в учебных и служебных помещениях кафедры электрогидроакустической и медицинской техники ТТИ ЮФУ (корпус «Е»).

## Известные выпускники и сотрудники
- Аваков, Сергей Юрьевич (1958) — российский учёный, доктор экономических наук, профессор, ректор Таганрогского института управления и экономики[40].
- Белоусов, Борис Михайлович (1934) — советский государственный деятель, министр машиностроения и оборонной промышленности СССР.
- Берштейн, Леонид Самойлович (1941—2015) — профессор, доктор технических наук, академик РАЕН, заслуженный деятель науки и техники РФ[41].
- Бутенко, Виктор Иванович (1946) — профессор, доктор технических наук, заведующий кафедрой механики.
- Ветров, Владислав Владимирович (1964) — актёр театра и кино, Заслуженный артист России.
- Высоковский, Зиновий Моисеевич (1933—2009) — советский и российский актёр театра и кино, эстрадный артист. Заслуженный артист РСФСР (1978), народный артист России.
- Железняк, Николай Александрович (1964) — российский писатель, стипендиат Союза театральных деятелей РФ, Декан факультета театральной драматургии Высших литературных курсов им. И. А. Бунина.[42]
- Заграй, Николай Петрович (1951) — российский учёный, профессор ТРТИ, создатель и первый хранитель мемориальной квартиры Фаины Раневской в Таганроге[43].
- Кальянов, Александр Иванович (1947—2020) — советский и российский звукорежиссёр, эстрадный певец, композитор, аранжировщик, продюсер
- Каляев, Анатолий Васильевич (1922—2004) — советский, российский учёный, академик РАН, член-корреспондент РАН, член-корреспондент АН СССР, Герой Социалистического Труда.
- Каляев, Игорь Анатольевич (1958) — российский учёный, специалист в области многопроцессорных вычислительный и управляющих систем. Член-корреспондент Российской академии наук, доктор технических наук, профессор. Директор НИИ многопроцессорных вычислительных систем им. академика А. В. Каляева.
- Караштин, Владимир Михайлович (1934—2008) — российский учёный, конструктор, доктор технических наук, профессор, академик Академии космонавтики им. Циолковского, Герой Социалистического Труда, кавалер ордена Ленина.
- Карпов, Юрий Степанович (1931—2001) — российский инженер, конструктор, доктор технических наук, участник разработки систем управления бортовой аппаратуры космических кораблей «Восток», «Восход», аппарата «Луна-2». Лауреат Ленинской премии, кавалер Ордена Ленина.
- Козырев, Евгений Николаевич (1936) — советский и российский учёный-электроник, изобретатель, заведующий кафедрой «Электронные приборы» СКГМИ, доктор технических наук, академик РАЕН, Герой Социалистического Труда.
- Колесов, Леонард Николаевич (1925—1971) — российский радиоинженер, конструктор, педагог. Один из создателей первой советской полупроводниковой микросхемы[44].
- Ларин, Юрий Алексеевич (род. 1942) — почётный гражданин города Таганрог (2003 год), профессор, основоположник научной школы подготовки яхтсменов высшей квалификации[45].
- Орехов, Борис Иванович (1943—2021) — российский математик, педагог, основатель и первый директор Таганрогского лицея[46].
- Осипенко, Павел Ефимович (1919—1998) — российский металлург, директор Таганрогского металлургического завода, Герой Социалистического Труда[47].
- Прасолов, Владимир Александрович (1963) — мэр Таганрога (2012).
- Розенберг, Игорь Наумович — российский учёный, специалист в области теории систем и управления, теории графов и гиперграфов, нечётких множеств, информационных и геоинформационных технологий. Член-корреспондент РАН, доктор технических наук, профессор.
- Сурженко, Роман Игоревич (1972) — российский художник-иллюстратор, художник комиксов[48].
- Тимошенко, Владимир Иванович (род. 1938) — советский русский учёный, лауреат Государственной премии СССР в области науки (1985), доктор технических наук (1975), профессор (1978).
- Титаренко, Инна Николаевна (1971) — российский философ, общественный деятель, Председатель городской Думы — Глава Таганрога. Доктор философских наук, профессор[49].
- Фёдоров, Александр Викторович (1954) — российский педагог, специалист в области медиаобразования, кинокритик, киновед, доктор педагогических наук, профессор.
- Шахвердиев, Тофик Рзакулиевич (1938) — советский и российский кинорежиссёр.
- Шевелев, Владимир Кузьмич (1928—2005) — российский инженер, конструктор, участник разработки систем управления бортовой аппаратуры космических кораблей «Восток», «Восход», аппарата «Луна-2». Кавалер ордена Трудового Красного Знамени, ордена Дружбы народов.
- Хаславский, Олег Львович (1948) — российский поэт, переводчик.
- Хунагов, Рашид Думаличевич (1953) — российский учёный.

### Почётные профессора
- Пухов, Георгий Евгеньевич (1991).
- Хунагов, Рашид Думаличевич российский учёный

## Интересные факты
- Десять молодых радио-инженеров из первого выпуска Таганрогского радиотехнического института в 1956 году были «захвачены» генеральным конструктором советских космических кораблей Сергеем Королёвым для работы над космической программой СССР и обеспечили выполнение работ по автоматическому управлению космическими аппаратами[50]. Один из них, Владимир Караштин (1934—2008) стал позднее заместителем генерального конструктора Ракетно-космической корпорации «Энергия», отвечая за техническую подготовку пуска ракеты-носителя «Энергия» и МТКК «Энергия-Буран»[51]. Владимир Шевелев, один из той великолепной десятки, участвовал в создании системы управления космического аппарата «Луна-2», который впервые совершил перелёт на Луну[50]. Юрий Карпов стал одним из основоположников направления, связанного со всесторонней разработкой систем управления бортовой аппаратурой[50]. Он принимал участие в техническом обеспечении первого полёта Юрия Гагарина и заслужил от него особые слова благодарности[50]. В ознаменование этих фактов в 2002 году, когда радиоуниверситет отмечал 50-летие, бронзовая скульптура Юрия Гагарина и Сергея Королёва работы скульптора О. К. Комова была установленная в Таганроге на улице Чехова перед корпусом «А» Таганрогского радиотехнического университета[52].
- В 1961 году в ТРТИ, в отраслевой лаборатории Л. Н. Колесова, была создана первая в СССР полупроводниковая микросхема (логическая ячейка, реализующая функцию И(ИЛИ)—НЕ)[44]. Это событие привлекло внимание научной общественности страны, и ТРТИ был утверждён головным в системе минвуза по проблеме создания микроэлектронной аппаратуры высокой надёжности и автоматизации её производства. Сам же Л. Н. Колесов был назначен Председателем координационного совета по этой проблеме.
- На этапе обсуждения возможного создания инженерно-технологической академии ЮФУ глава университета Марина Боровская заявила, что новая структура должна быть академическим сообществом единомышленников, а не отдельным подразделением[53][54].
- За 10 дней до подписания приказа о реформировании Таганрогского кампуса ЮФУ состоялся футбольный матч, в котором команда Таганрогского кампуса выступила «под знаменем» Инженерно-технологической академии Южного федерального университета[55].
- Ректор ЮФУ Марина Боровская в августе 2013 года уведомила журналистов о том, что «кампус», преобразованный в «академию», будет всё-таки называться ТРТИ: «Мы работаем над тем, чтобы вернуть таганрогскому радиотехническому название „ТРТИ“, вносим соответствующие изменения в устав. Мы понимаем, что это сложившийся таганрогский бренд, и заинтересованы в сохранении привычной аббревиатуры. Это будет Инженерная академия Южного федерального университета — ТРТИ ЮФУ»[17].
- На базе военной кафедры радиотехнического института/университета был создан учебный военный центр инженерно-технологической академии ЮФУ[56].